# 에디 루이스
에드워드 제임스 "에디" 루이스(Edward James "Eddie" Lewis, 1974년 5월 17일 캘리포니아주 세리토스 ~ )는 미국의 전직 축구 선수로, 포지션은 미드필더였다.
새너제이 클래시와 풀럼, 프레스턴 노스 엔드, 리즈 유나이티드, 더비 카운티, 로스앤젤레스 갤럭시 소속으로 뛰었으며 2002년 FIFA 월드컵과 2003년 FIFA 컨페더레이션스컵, 2006년 FIFA 월드컵에서 미국 대표팀의 일원으로 참가했다.